# HD 81040
HD 81040 (HIP 46076 / BD+20 2314) es una estrella de magnitud aparente +7,72 situada en la constelación de Leo.
Se encuentra a 106 años luz de distancia del sistema solar. En 2005 se anunció el descubrimiento de un planeta extrasolar en órbita alrededor de esta estrella.
HD 81040 es una enana amarilla, un análogo solar de similares características al Sol. De tipo espectral G0V en la base de datos SIMBAD, su magnitud absoluta en el catálogo Hipparcos (+5,17) es más consistente con una estrella de tipo G2-3. Tiene una temperatura efectiva de 5700 K, siendo su metalicidad el 69% de la del Sol; éste valor es muy próximo a la media de las estrellas en las cercanías del sistema solar, pero inferior a la distribución de metalicidad para las estrellas que albergan planetas. Su radio es el 86% del radio solar y su masa el 96% de la masa solar.
No existe unanimidad en cuanto a la edad de HD 81040. Sobre la base de su movimiento galáctico, HD 81040 inicialmente fue clasificada como una joven estrella de disco, cuya edad, sugerida por el espectrógrafo ELODIE, podría ser de sólo 800 millones de años. Sin embargo, medidas posteriores de actividad cromosférica aumentaron su edad hasta 4180 millones de años. Los últimos estudios consideran una edad de 2500 millones de años para HD 81040.

## Sistema planetario
En 2005 se dio a conocer la existencia de un planeta gigante (HD 81040 b) con una masa mínima de 6,86 veces la masa de Júpiter. A una distancia de 1,94 UA de la estrella, se mueve en una órbita muy excéntrica, completando una vuelta cada 1001,7 días.
| Acompañante (En orden desde la estrella) | Masa (MJ)     | Período orbital (días) | Semieje mayor (UA) | Excentricidad |
| ---------------------------------------- | ------------- | ---------------------- | ------------------ | ------------- |
| HD 81040 b                               | > 6,86 ± 0,71 | 1001,7 ± 7             | 1,94               | 0,526 ± 0,042 |